# Góngora (Aranguren)
Góngora (Gongora en euskera y cooficialmente) es una localidad del municipio de Aranguren en la Comunidad Foral de Navarra (España). Desde 2005 se encuentra despoblado.Se encuentra a una altitud de 590 m s. n. m.

## Historia
Fue un antiguo lugar de un señorío. De la localidad hay constancia escrita en 1098, nombrándose como Congora. Parte  del señorío fueron adquiridos en 1293 por la  catedral de Pamplona. Carlos III de Navarra donó a su hermanastro Leonel de Navarra la parte del señorío que habían pertenecido a García Almoravid y al morir éste en 1414 pasaron a manos de Felipe de Navarra. El Palacio de Góngora apareció como palacio cabo de armería en la nómina oficial del reino. En 1695 Carlos II el Hechizado nombró a Juan de Cruzat y Góngora marqués de Góngora. En el siglo XVI tenía por armas un  escudo «de azur, con tres fajos de plata cargadas con tres lobos cada una».

## Demografía
| 2000 | 2001 | 2002 | 2003 | 2004 | 2005 - 2022 |
| ---- | ---- | ---- | ---- | ---- | ----------- |
| 9    | 6    | 5    | 4    | 4    | 0           |

## Centro de Tratamiento de Residuos
En 1990 se construyó en su término municipal el Centro de Tratamiento de Residuos Urbanos de la Mancomunidad de la Comarca de Pamplona. Su construcción fue precedida de una intensa polémica social y política.